# Schweizer Badmintonmeisterschaft 1969
Die Schweizer Badmintonmeisterschaft 1969 fand in Lausanne statt. Es war die 15. Austragung der nationalen Titelkämpfe im Badminton in der Schweiz.

## Titelträger
| Disziplin    | Sieger                        |
| ------------ | ----------------------------- |
| Herreneinzel | Hubert Riedo                  |
| Dameneinzel  | Sally Conzett                 |
| Herrendoppel | Jürg Honegger Heinz Honegger  |
| Damendoppel  | Josée Carrel Ursula Wanner    |
| Mixed        | Edgar Schneider Sally Conzett |